# Хабихтсвальд
Хабихтсвальд (нем. Habichtswald) — община в Германии, в земле Гессен. Подчиняется административному округу Кассель. Входит в состав района Кассель. Население составляет 5122 человека (на 31 декабря 2010 года). Занимает площадь 28,21 км².